# 旧埃格洛夫斯海姆
旧埃格洛夫斯海姆是德国巴伐利亚州的一个市镇。总面积13.22平方公里，总人口3211人，其中男性1623人，女性1588人（2011年12月31日），人口密度243人/平方公里。